# Stylosanthes suffruticosa
Stylosanthes suffruticosa är en ärtväxtart som beskrevs av Robert H Mohlenbrock. Stylosanthes suffruticosa ingår i släktet Stylosanthes och familjen ärtväxter. Inga underarter finns listade i Catalogue of Life.